# Tour du Limbourg 2012
La 61e édition du Tour du Limbourg a eu le 17 mai 2012. La course fait partie du calendrier UCI Europe Tour 2012 en catégorie 1.2. Elle a été remportée par Kevin Claeys (Landbouwkrediet-Euphony), immédiatement suivi par Rick Zabel (Rabobank Continental) et par Klaas Vantornout (Landbouwkrediet-Euphony).

## Classement
| Classement général, | Classement général, | Classement général, | Classement général,          | Classement général, |
|                     | Coureur             | Pays                | Équipe                       | Temps               |
| ------------------- | ------------------- | ------------------- | ---------------------------- | ------------------- |
| 1er                 | Kevin Claeys        | Belgique            | Landbouwkrediet-Euphony      | en 4 h 16 min 13 s  |
| 2e                  | Rick Zabel          | Allemagne           | Rabobank Continental         | m.t                 |
| 3e                  | Klaas Vantornout    | Belgique            | Sunweb-Revor                 | m.t                 |
| 4e                  | Mike Teunissen      | Pays-Bas            | Rabobank-Giant Off-Road      | m.t                 |
| 5e                  | Michael Van Staeyen | Belgique            | Topsport Vlaanderen-Mercator | m.t                 |
| 6e                  | Timothy Dupont      | Belgique            | Bofrost-Steria               | m.t                 |
| 7e                  | Kenneth Vanbilsen   | Belgique            | An Post-Sean Kelly Team      | m.t                 |
| 8e                  | Jasper Baert        | Belgique            | Soenens-Construkt Glas       | m.t                 |
| 9e                  | Kevin Peeters       | Belgique            | Landbouwkrediet-Euphony      | m.t                 |
| 10e                 | Kenny Terweduwe     | Belgique            | Melbotech Prorace            | m.t                 |
| modifier            |                     |                     |                              |                     |